# Bohas-Meyriat-Rignat
Bohas-Meyriat-Rignat è un comune francese di 841 abitanti situato nel dipartimento dell'Ain della regione dell'Alvernia-Rodano-Alpi. Il 1º gennaio 2017 ha accorpato i comuni di Bohas, Meyriat e Rignat assumendo il nuovo toponimo di Bohas-Meyriat-Rignat .

## Società

### Evoluzione demografica
Abitanti censiti